# Bard de Dublín
Bard (idioma irlandés: Bárid mac Ímair; nórdico antiguo: Bárðr) (m. 881) fue un caudillo hiberno-nórdico, monarca vikingo del reino de Dublín durante un breve periodo en la segunda mitad del siglo IX que posiblemente co-reinó con Halfdan de Dublín durante las ausencias de este en campañas vikingas. Era padre adoptivo de Eystein Olafsson.
Bárid es mencionado en los Anales de Inisfallen en 873, donde se cita:
Bárid con una gran flota desde Áth Cliath [se dirigió] por mar hacia el oeste, y saqueó Ciarraige Luachra bajo tierra. [es decir, la incursión de las cuevas].
Clare Downham sugiere que esta incursión se llevó a cabo como una demostración de fuerza; ocurrió poco después de la muerte de Ímar, y Bárid probablemente lo sucedió como rey de Dublín.
Cogad Gáedel re Gallaib menciona a un hijo de Amlaíb, probablemente Eystein Olafsson (Oistín), como uno de los que participaron en la invasión con él. Se ha sugerido que Bárid y su primo Oistín gobernaron juntos en diarquía después de la muerte de Ímar. La siguiente mención de Bárid en los anales aparece en 881, cuando los Anales del Ulster, Anales de los Cuatro Maestros y Chronicon Scotorum describen su muerte; fue asesinado y quemado en Dublín poco después de asaltar Duleek.
Cronológicamente es posible que el rey de Limerick, Colla ua Báirid (m. 932) fuera hijo suyo, pero no han sobrevivido registros históricos que puedan afirmarlo con certeza.